# Hemiceras chromona
Hemiceras chromona är en fjärilsart som beskrevs av William Schaus 1928. Hemiceras chromona ingår i släktet Hemiceras och familjen tandspinnare. Inga underarter finns listade i Catalogue of Life.